# Caradrina barbarica
Caradrina barbarica là một loài bướm đêm trong họ Noctuidae.